# 1903 à Paris
 Chronologie de l'histoire de Paris
- 1899
- 1900
- 1901
- 1902
- 1903
- 1904
- 1905
- 1906
- 1907

Cette page concerne l'année 1903 du calendrier grégorien.

## Chronologie

### Janvier 1903
- x

### Février 1903
- x

### Mars 1903
- Inauguration de l'opéra de Vichy

### Avril 1903
- x

### Mai 1903
- x

### Juin 1903
- x

### Juillet 1903
- x

### Août 1903
- 10 août : Un incendie dans le métro à la station Couronnes fait 84 victimes. En 2010, cet événement est toujours le plus meurtrier s'étant déroulé dans le métro de Paris.

### Septembre 1903
- x

### Octobre 1903
- x

### Novembre 1903
- x

### Décembre 1903
- x